# Emly
Emly ou Emlybeg (en irlandais, Imleach Iubhair, bordure du lac des ifs) est un village d'Irlande dans le comté de Tipperary.

## Géographie
Le village est situé à 28 km à l'ouest-sud-ouest de Cashel, siège de l'archidiocèse de Cashel et Emly.
La localité est une paroisse civile dans la baronnie historique de Clanwilliam.
C'est aussi une paroisse ecclésiastique dans l'archidiocèse de Cashel et Emly.
Emly est desservi par la route R515 qui va vers l'ouest, de Tipperary Town à Abbeyfeale, comté de Limerick. Emly se trouve à 14 km à l'ouest de Tipperary town.
Emly a remporté le titre de champion de l'Irish Tidy Towns Tompetition en septembre 2009.

## Histoire

### Époque chrétienne
L'if fait référence à l'histoire pré-chrétienne d'Emly.
Le site d'Emly était autrefois connu sous le nom de « Medón Mairtine », car il s'agissait de la capitale d'un peuple Érainn appelé Mairtine. Après leur apparente disparition du paysage irlandais, les puissants Eóganachta utilisent plus tard le site pour construire leur église principale dans les premiers temps de l’histoire irlandaise.
Emly est l’un des plus anciens centres du christianisme en Irlande. Cette période est antérieure à la venue en Irlande de l’apôtre national, saint Patrick.
Jusqu'au début du Moyen Âge (800-1166), Emly fut le premier diocèse du sud de l'Irlande. Saint Ailbe est le Saint Patron de l'archidiocèse de Cashel et Emly. La tradition nous dit qu'il a prêché le christianisme dans le Munster avant l'arrivée de saint Patrick. Il est également associé à la fondation d'un monastère à Emly qui demeura une ville avec cathédrale jusqu'au XVIe siècle.
Emly serait l'ancien siège métropolitain de la province du Munster avant qu'il ne soit transporté à Cashel en 1152. Il comptait 3 000 habitants à la fin du XIXe siècle.
La cathédrale protestante exerça son culte avec un chapitre jusqu'au milieu du XIXe siècle, époque à laquelle elle fut démantelée et ses matériaux vendus à des fins de construction.

### Église Saint-Ailbe
La grande église catholique Sainte-Ailbe a été construite dans les années 1880 et a remplacé l'ancienne église (construite au début du XIXe siècle et maintenant utilisée comme salle des fêtes).

### Monastère

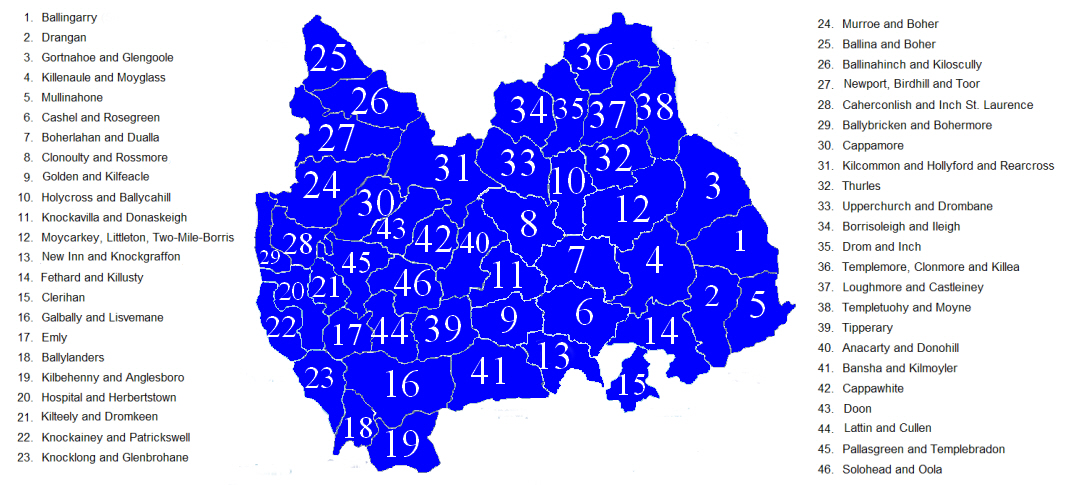
La paroisse, numérotée 17,
dans l'archidiocèse.

Le monastère a été fondé par saint Ailbe. L'école a contribué à sa renommée.
Emly a été établi comme évêché en 1118 par le synode de Ráth Breasail. Le diocèse a été fusionné en 1715 avec celui de Cashel. L'entité issue de la fusion est aujourd'hui connue sous le nom d'archidiocèse catholique de Cashel et Emly. Dans l’Église d'Irlande, le diocèse, jadis uni à Cashel, fait maintenant partie du diocèse de Limerick et de Killaloe (Diocèses unis de Limerick, Ardfert, Killaloe, Kilfenora, Clonfert, Kilmacduagh et Emly).